# 울산향교
울산향교(蔚山鄕校)는 울산광역시 중구 교동에 있는 조선시대의 향교이다. 1982년 8월 2일 경상남도의 유형문화재 제199호로 지정되었다가, 1997년 10월 9일 울산광역시의 유형문화재 제7호로 변경지정되었다.

## 개요
향교는 조선시대의 공식적인 지방 교육기관으로, 교과내용은 시문을 짓는 사장학(詞章學)과 유교 경전을 공부하는 경학으로 이루어져있다. 향교 건물은 문묘(文廟)와 학당(學堂)으로 나뉜다. 문묘에는 공자를 중심으로 중국의 사성(四聖)·이현(二賢)과 우리나라 십팔현(十八賢)을 모신 대성전(大成殿)과 동·서무(東·西黛)가 있다. 학당은 학생들을 가르치는 강의실인 명륜당(明倫堂)과 기숙사인 동·서재(東·西齋)로 구성된다.
울산향교의 창건 연대나 초기 연혁은 임진왜란으로 기록이 멸실되어 정확히 알 수 없으나, 한 고을 한 향교[一邑一校] 체제가 완성된 15세기경에 창건된 것으로 추정된다. 창건 당시에는 신학성 북쪽인 현 반구동 구교(舊校) 마을에 세워졌는데, 임진왜란 때 불탄 후 그 곳에 다시 세워졌다가 1652년(효종 3)에 지금 장소로 옮겨 세웠다. 당시에는 대성전, 동․서무, 동․서재 등 향교의 핵심시설만 세워졌다가, 1711년(숙종 37)에 문루 5칸을 창건하여 작신루(作新樓)라고 편액하였다. 작신루는 1796년(정조 20)에 청원루(淸遠樓)로 바뀌어 오늘까지 전해져온다. 1800년 이후 26번 고쳤으나 배치의 기본 틀은 변함이 없이 유지되고 있다.
주요 건물들을 남북과 동서축으로 직각 교차하게 배치하여 전형적인 향교 건축의 특성을 살렸다. 각 건물도 전통 건축양식을 잘 보여 주며, 대성전은 정면과 측면이 모두 3칸인 홑처마 익공(翼工)양식의 맞배지붕이다. 명륜당은 정면 5칸, 측면 2칸의 홑처마 익공양식의 팔작지붕이며, 정문인 청원루(淸遠樓)는 정면 5칸 측면 2칸의 겹처마 익공 양식의 팔작지붕 형식을 하고 있다.

## 역사
《신증동국여지승람》(新增東國輿地勝覽)에는 울산 동쪽 5리에 문묘(文廟) 즉 울산향교가 있었다고 되어 있다.
임진왜란(壬辰倭亂) 전까지는 반구동 구교동마을에 있었던 울산향교는 효종 3년(1652년) 이후 지금의 울산 교동 171-1번지로 옮겨 세웠다.
숙종 37년(1711년) 부사 박등이 울산 유생들과 의논해 향교의 문루를 세우고 이름을 작신루(作新樓)라 하였다. 이 작신루는 훗날 청원루라고 이름을 고쳤다.
정조(正祖) 24년(1800년) 중수되었다.
일제 강점기인 1921년에 향교를 중수하였고, 그 해 10월 23일부터 3일간 향교 건물 중수 기념 및 사림의 유교 정신 진흥을 목적으로 백일장이 열렸다. 1922년 9월 29일에는 울산공보에서 울산군립도서관 설치에 대한 상의원 회의를 거쳐 향교 재산 1천 원으로 우선 도서관 건립 비용을 충당하였다. 건물은 태화루 위에 설치되었다.
해방 뒤인 1947년 4월 5일에 울산향교에서는 향교재산관리령 폐지를 외치며 대표 이채일이 상경해 당시 문교부장과 입법의원에게 향교재산관리령을 긴급히 폐지하고 그 재산을 향교에 돌려줄 것을 요청하는 진정서를 제출하였다.

## 참고 자료
- 울산향교 - 국가유산청 국가유산포털